# Región natural Depresión del Lago de Maracaibo
La Región del lago de Maracaibo abarca al cuerpo de agua homónimo en el occidente de Venezuela. La misma forma parte de las 9 regiones naturales apreciables en el país.
Está formada por una bahía con una entrada muy angosta; que es el lago más grande de Suramérica. Con variedad de paisajes: al oeste predominan tierras planas, ondulosas y accidentadas. En el extremo occidental existe un paisaje con relieve ondulado y otro abrupto y montañoso en la serranía de Perijá. Al sur están las planicies de depósitos aluviales sobre la depresión ocasionada por el levantamiento orográfico andino con topografía muy plana, llanuras de explayamiento, cubetas de deposición y áreas cenagosas. La convergencia climática causa el Relámpago del Catatumbo que se observa en las noches al suroeste del lago. Las islas de San Carlos, Toas y Zapara cierran el estrecho de Maracaibo.